# Svenska scoop
Svenska scoop är en svensk dokumentärserie som hade premiär på SVT Play den 12 mars 2024 och på SVT1 den 13 mars samma år. Första säsongen består av sex avsnitt.

## Handling
Serien kretsar kring uppseendeväckande nyheter som gjort avtryck och skapat debatt. I serien berättar journalisterna bakom några av Sveriges största scoop vad som hände.

## Medverkande (i urval)
- Janne Josefsson